# Плотово
Плотово (пол. Płotowo, нім. Platenheim) — село в Польщі, у гміні Битів Битівського повіту Поморського воєводства.
Населення — 238 осіб (2011).
У 1975-1998 роках село належало до Слупського воєводства.

## Демографія
Демографічна структура станом на 31 березня 2011 року:
|          | Загалом | Допрацездатний вік | Працездатний вік | Постпрацездатний вік |
| -------- | ------- | ------------------ | ---------------- | -------------------- |
| Чоловіки | 126     | 31                 | 84               | 11                   |
| Жінки    | 112     | 28                 | 66               | 18                   |
| Разом    | 238     | 59                 | 150              | 29                   |